# Bonifacien
Le bonifacien (endonyme : bunifazzinu) est un dialecte ligurien spécifique à la commune de Bonifacio,. Il s'agit comme le monégasque d'un parler gallo-italique différent du corse.

## Origine
Historiquement, Bonifacio est une ville géographiquement isolée peuplée par des familles génoises qui ne s'allient pas aux familles corses. En 1196, un préside génois est fondé à Bonifacio ; dès lors des colons provenant de la république de Gênes vont se succéder. Pendant sept siècles, jusqu'en 1769, la ville va se développer comme zone franche enclavée dans l'Île de Corse.

## Époque contemporaine
Depuis 1993 l'association Dì Ghi di Scé s'efforce de maintenir le parler bonifacien qui ne compte en 2020 plus que 150 locuteurs environ.
Tim Dup chante le refrain de Pertusato en bonifacien,. Il raconte : « [Pertusato] C’est du bonifacien, un dialecte corse de Bonifacio, que mon grand-père parlait. Les copains de mon cousin ont traduit ce texte que j’avais écrit en français « Je me rappelle des souvenirs en famille, je les garde et je les protège pour ne jamais les oublier ». Pertusato, c’est le phare le plus au sud de la Corse. C’est une chanson qui parle de ma grand-mère. Et pour moi ce phare symbolise beaucoup de souvenirs d’enfance, de cousinades, de bains de minuit, de virées en bateau… ».

## Phonologie
L'accent tonique est généralement paroxyton : il tombe sur l'avant-dernière syllabe. L'insularité du bonifacien l'a éloigné des autres dialectes liguriens. Les ĕ et ŏ latins ne sont pas devenu [e] et [ø] en position atone comme dans le reste de la Ligurie mais [i] et [jɔ]. En réalité ce « i » est la fixation normative d'un son incertain que les locuteurs réalisent assez librement à l'oral ([ə], [u], [i]) sur les voyelles post-toniques des mots paroxytons par souci, semble-t-il, de synharmonisme. L'étude de la scripta médiévale génoise indique qu'il existait un son de substitution pour ŏ bien distinct de [ɔ] et qu'il pourrait s'agir de [œ] qui se serait ensuite diphtongué au fil des années en [wœ]. Dans la seconde moitié du XVIe siècle, ce diphtongue se serait mué en [ɥœ] dans les milieux populaires. Fiorenzo Toso émet l'hypothèse d'un processus de simplification [jœ] > [jɔ] dans le sud de la Corse. Si le rhotacisme (passage de [l] à [ɾ]) s'opère de façon régulière dans le corps des mots en ligurien, il ne se pratique pas à l'initiale (sauf pour les articles) dans les dialectes continentaux ; le dialecte insulaire, lui, le fait dans toutes les positions. Cette tendance historique aurait pu influencer le sassarais en Sardaigne et le parler corse d'Ajaccio. Le bonifacien se distingue par : son maintien de [d͡z] et [t͡s] qui ne sont plus réalisés sur le continent, une tendance plus prononcée qu'en Ligurie à l'enclise et à la nasalisation des voyelles toniques en position finale (surtout « i » [i]) en particulier dans les mots monosyllabiques et les pronoms. Cette réduction de son vocalisme atone proviendrait, selon Jean-Philippe Dalbera, d'un mouvement de convergence avec le voisin corse ; Toso et Marie-José Dalbera-Stefanaggi y voient à l'inverse une influence génoise dans la recherche d'harmonie vocalique des parlers du sud de la Corse.

### Consonnes
|           | Bilabiale | Labio-dentale | Alvéolaire | Post-alvéolaire | Palatale | Vélaire | Labio-vélaire |
| --------- | --------- | ------------- | ---------- | --------------- | -------- | ------- | ------------- |
| Nasale    | m         |               | n          |                 | ɲ        |         |               |
| Occlusive | p b       |               | t d        |                 |          | k ɡ     |               |
| Affriquée |           |               | t͡s d͡z      | t͡ʃ d͡ʒ           |          |         |               |
| Fricative |           | f v           | s z        | ʃ ʒ             |          |         |               |
| Roulée    |           |               | r          |                 |          |         |               |
| Battue    |           |               | ɾ          |                 |          |         |               |
| Spirante  |           |               | l          |                 | j        |         | w             |

### Voyelles
|            | Antérieure | Antérieure | Centrale | Postérieure |
| ---------- | ---------- | ---------- | -------- | ----------- |
| Fermée     | i          | y          |          | u           |
| Moyenne    | e          |            | ə        |             |
| Mi-ouverte | ɛ          |            |          | ɔ           |
| Ouverte    | a          |            |          |             |

## Graphie contemporaine
Parmi les nombreux systèmes permettant d'écrire le ligure, il en existe un spécifique pour le dialecte bonifacien qui s'inspire des codes orthographiques du corse, de l'italien et du français. L'alphabet comporte six voyelles (a, e, i, o, u, ü) et seize consonnes (b, c, d, f, g, h, l, m, n, p, q, r, s, t, v, z). Il n'existe qu'un seul diphtongue « ün » dont le son se rapproche du « un » français avec toutefois une prédominance du [y].
| Graphèmes | Sons                                                       |
| --------- | ---------------------------------------------------------- |
| A         | [a]                                                        |
| B         | [b]                                                        |
| C         | [k] devant « a », « o » et « ü »                           |
| C         | [t͡s] devant « e » et « è »                                 |
| C         | [t͡ʃ] devant « i »                                          |
| CC        | [t͡ʃ] devant « e » et « i »                                 |
| CH        | [k] devant « e » et « i »                                  |
| D         | [d]                                                        |
| E         | [ɛ]                                                        |
| É         | [e]                                                        |
| F         | [f]                                                        |
| G         | [g] devant « a », « o » et « ü »                           |
| G         | [ʒ] devant « e » et « i »                                  |
| G         | [d͡ʒ] en position initiale et devant « e » et « i »         |
| GG        | [d͡ʒ] devant « e » et « i »                                 |
| GH        | [g] devant « e » et « i »                                  |
| H         | muet ; n'existe que dans les combinaisons « ch » et « gh » |
| I         | [i]                                                        |
| L         | [l]                                                        |
| M         | [m]                                                        |
| N         | [n]                                                        |
| O         | [ɔ]                                                        |
| P         | [p]                                                        |
| Q         | [k]                                                        |
| R         | [r]                                                        |
| S         | [s]                                                        |
| SC        | [ʃ] devant « e » et « i »                                  |
| T         | [t]                                                        |
| U         | [u]                                                        |
| Ü         | [y]                                                        |
| V         | [v]                                                        |
| Y         | [j]                                                        |
| Z         | [d͡z]                                                       |
| Z         | [t͡s] si « z » est précédé d'une consonne                   |
| ZZ        | [t͡s]                                                       |

## Première tentative de graphie
Au XIXe siècle, le bonifacien possède encore le son [œ] (et peut-être même [ŋ]). Entre 1835 et 1850, un système orthographique basé sur l'italien, le français et le génois fut développé afin d'écrire un dialecte jusqu'alors oral et dépourvu de tradition écrite. Il s'inspirait du consonantisme italien pour noter les sons [ t͡ʃ ], [k], [ d͡ʒ] et [g] (c/ci, c/ch, g/gi et g/gh), du vocalisme français pour [ɔ], [œ], [u] et [y] (o, œ, ou et u) et d'éléments traditionnels génois comme ‹ x › pour [ ʒ] (le graphème ‹ j › français ne fut pas retenu) et ‹ o › pour [u]. Le son [ʃ] était quant à lui retranscrit par « sc » ; [ts] et [dz] n'étaient pas distingués à l'écrit tout comme [s] et [z]. L'utilisation fréquente mais non systématique de consonnes géminées dans des positions prétoniques et postoniques semblait se faire par mimétisme de l'orthographe italienne plus que par adhésion à l'orthographe génoise où la consonne double indique la brièveté de la voyelle (contrairement aux autres parlers liguriens, le bonifacien n'a pas de voyelles longues). Cette orthographe utilisait un symbole propre « ĭ » (la lettre i surmontée d'une brève) pour lequel Fiorenzo Toso suppose qu'il devait servir à représenter la prononciation à peine perceptible d'une semi-voyelle. Cette graphie fut peu employée et peu diffusée (le texte ci-dessous est l'un des rares qui l'utilise) ; elle sombra dans l'oubli avant sa redécouverte en 1918.
| Bonifacien | Français |
| --- | --- |
| « Un omo avéva doui figi. Rou ciù piccinin di questi, dissi a sè Paĭri : Babà, dam- mi ra parti chi mi toucca di tuttou quellou che ti ha ; e quellou fè doui pourzioun di tuttou rou sè avè, e dè a ognun ra so parti. Dopou quarchi giournou questou figiŏu, avendou missou insimi tuttou quellou chi gh’ira touccau in parti, sin’andè girandouroun pre ou moundou e dissipè tuttou rou se dinà in ti ri bi- scaĭzzi. Dopou ch’ellou hebbi daou foundou a tuttou, si dè ra coumbinazioun ch’in ti rou Paìsi dound’ellou ira, ghi fou una gran carestia, e ra fami couminzè a tour mentallou bell’e ben. Noun savendou cose fa pre vivi, si raccoumandè a un Cittadin di quellou Paìsi, e questou rou mandè in t’una sè campagna a mirà i porchi. Quellou sciaghiraou avirèa voussùou ticciassi di quelli giandi chi mangiavanou ri porchi ma nisciun ghi ni dava. Un giournou rinvignuou in sè, dissi couscì: In casa di mè Paĭri ghi soun tanti servi chi mangianou pan e ghin’avanza, e mi... mieurou di fami ! Ma è tempou di finilla ; andirò da mè Paĭri,e ghi dirò : Ba- bà, ho mancaou controu rou zia, e controu di ti ; noun soun ciù dégnou ciamaou d’issi tè figiŏu, trattami coume un di ri tè servi. Dittou, fattou. S’izza e s’incamina pre andà a trouvà rou Paĭri. Quandou ellou ira a una zerta distanza di ra casa di sè Paĭri, questou, rou scourzì da roun- tan,e mossou a coumpascioun di rou statou di sè figĭou, ghi coursi incountrou, ghi zuttè ri brazzi a ou collou, e rou baxè. Babà, dissi rou figiŏu : ho piccaou countrou rou zia e countrou di ti, noun soun ciù dégnou d’issi cia- maou tè figiŏu : ma rou Paĭri chi vissi rou pintimentou sincirou di rou figiŏu, dissi a ri sè servi : Livè subìtou fieura ou vistin ciù boun chi mi ho, vistìrou, e mittì ghi in diou l’anillou e ri bottini in pìa. Pourtè chì ou vitillou ciù grassou, amazze- rou, e chi si mangia, e si fazza festa perchè questou mè figiou ira mortou, e è risouscitaou, s’ira persou, e r’ho trouvaou. Couminzènou dounca a fà festa. Ou figiŏu maggiòu ch’ira in campagna, ritournandou a casa, sintì ri soun e ri balli ; cosa gh’è di nieuvou ? Doumandè a un servou di casa ch’ira là fieura : questou ghi risposi, è tournaou tè frà, e prè fistizzà ou sè ritournou, tè Paĭri ha ammazzaou ou vitillou ciù grassou ch’aveva. Quellou sintandou a dì couscì s’ammourcè, e noun vourèva ciù intrà in casa. Ou Paĭri sin’accourzì, e sciourtì fieura a prìgallou d’intrà : ma quellou ghi risposi : soun zà tant’anni chi mi servou in casa senza mai preterì a un tè coumandou, e ti noun m’à daou mai un cravet tou da mangiamirou cou ri me amixi : e appena è vignuou questou tè figiou, chi ha mangiàou tuttou quellou ch’aveva cou ri bagasci, ti ha subitou ammazzaou rou vitellou grassou. Figiŏu, dissi rou Paĭri, ti sè staou sempri coun mi, e quellou chi mi ho, per ti ; ma per questou tè frà ch’ira mortou e è risouscitaou, ch’ira persou, e s’è trouvaou, ti noun vourrevi chi se mangessi e fistizzessi ou sè ritournou. » | « Un homme avait deux fils. Le plus jeune dit à son père : mon père, donne-moi la part de bien qui doit me revenir. Et le père leur partagea son bien. Peu de jours après, le plus jeune fils, ayant tout ramassé, partit pour un pays éloigné, où il dissipa son bien en vivant dans la débauche. Lorsqu'il eut tout dépensé, une grande famine survint dans ce pays, et il commença à se trouver dans le besoin. Il alla se mettre au service d'un des habitants du pays, qui l'envoya dans ses champs garder les pourceaux. Il aurait bien voulu se rassasier des caroubes que mangeaient les pourceaux, mais personne ne lui en donnait. Étant rentré en lui-même, il se dit : Combien de mercenaires chez mon père ont du pain en abondance, et moi, ici, je meurs de faim ! Je me lèverai, j'irai vers mon père, et je lui dirai : Mon père, j'ai péché contre le ciel et contre toi, je ne suis plus digne d'être appelé ton fils ; traite-moi comme l'un de tes mercenaires. Et il se leva, et alla vers son père. Comme il était encore loin, son père le vit et fut ému de compassion, il courut se jeter à son cou et le baisa. Le fils lui dit : Mon père, j'ai péché contre le ciel et contre toi, je ne suis plus digne d'être appelé ton fils. Mais le père dit à ses serviteurs : Apportez vite la plus belle robe, et l'en revêtez ; mettez-lui un anneau au doigt, et des souliers aux pieds. Amenez le veau gras, et tuez-le. Mangeons et réjouissons-nous ; car mon fils que voici était mort, et il est revenu à la vie ; il était perdu, et il est retrouvé. Et ils commencèrent à se réjouir. Or, le fils aîné était dans les champs. Lorsqu'il revint et approcha de la maison, il entendit la musique et les danses. Il appela un des serviteurs, et lui demanda ce que c'était. Ce serviteur lui dit : ton frère est de retour, et, parce qu'il l'a retrouvé en bonne santé, ton père a tué le veau gras. Il se mit en colère, et ne voulut pas entrer. Son père sortit, et le pria d'entrer. Mais il répondit à son père : voici, il y a tant d'années que je te sers, sans avoir jamais transgressé tes ordres, et jamais tu ne m'as donné un chevreau pour que je me réjouisse avec mes amis. Et quand ton fils est arrivé, celui qui a mangé ton bien avec des prostituées, c'est pour lui que tu as tué le veau gras ! Mon enfant, lui dit le père, tu es toujours avec moi, et tout ce que j'ai est à toi ; mais il fallait bien s'égayer et se réjouir, parce que ton frère que voici était mort et qu'il est revenu à la vie, parce qu'il était perdu et qu'il est retrouvé. » |

## Comparaison avec d'autres langues
| Bonifacien | Génois  | Corse    | Italien | Français |
| ---------- | ------- | -------- | ------- | -------- |
| amigu      | amigu   | amicu    | amico   | ami      |
| fiougu     | fögu    | focu     | fuoco   | feu      |
| cavelli    | cavelli | capelli  | capelli | cheveux  |
| gura       | gua     | gola     | gola    | gorge    |
| candera    | candeia | candella | candela | bougie   |
| munèa      | munæa   | muneta   | moneta  | monnaie  |
| sèia       | sæa     | seta     | seta    | soie     |
| avüu       | avüu    | avutu    | avuto   | eu       |
| stau       | stætu   | statu    | stato   | état     |
| andau      | anætu   | andatu   | andato  | allé     |
| amau       | amou    | amatu    | amato   | aimé     |
| fau        | fætu    | fatu     | fatto   | fait     |
| cian       | ciàn    | piannu   | piano   | plan     |
| ciüma      | ciümma  | piuma    | piuma   | plume    |
| ciü        | ciü     | piu      | più     | plus     |
| ciantâ     | ciantâ  | piantà   | pianta  | plante   |
| ciungiu    | ciungiu | piombu   | piombo  | plomb    |
| sciama     | sciamma | fiamma   | fiamma  | flamme   |